# Diego Tardelli
Pour les articles homonymes, voir Tardelli.
Diego Tardelli Martins, né le 10 mai 1985 à Santa Bárbara d'Oeste, est un ancienfootballeur international brésilien évoluant au poste d'attaquant.

## Carrière
Diego Tardelli s'est révélé au club São Paulo Futebol Clube et il est remarqué lors de la Copa São Paulo de Juniores (en) 2004, où le São Paulo FC se qualifie pour la finale, qu'il perd contre le Sport Club Corinthians Paulista.
En 2005, titulaire au sein de l'équipe, il est l'un des artisans de la conquête du titre de Champion de São Paulo de football.
La même année, le São Paulo FC remporte la Copa Libertadores en s'imposant, lors du match retour, 4 buts à 0, dont un de Diego Tardelli, devant le Club Athletico Paranaense.
Toujours en 2005, il est sélectionné en Équipe du Brésil de football, et participe à la Coupe du monde de football des moins de 20 ans organisée aux Pays-Bas où le Brésil termine à la troisième place.
Néanmoins, la prometteuse carrière de Diego Tardelli au São Paulo FC est contrecarrée par le caractère affirmé du footballeur. 
Trop souvent aux prises avec des problèmes disciplinaires, il quitte prématurément São Paulo pour rejoindre le club du Real Betis, en Espagne.
Il reste seulement sept mois au Real Bétis puis il est prêté, en 2006, au club AD São Caetano, avec l'approbation de l'entraîneur Émerson Leão, qui le connaît pour l'avoir, auparavant, entraîné à São Paulo.
Cependant, Diego Tardelli dispute seulement sept rencontres et à peine 2 mois après son arrivée, il est prêté au club néerlandais du PSV Eindhoven, avec qui il remporte le titre de Champion des Pays-Bas en 2007.
À la fin du prêt, soit à la mi-juin 2007, il rejoint à nouveau son club d'origine, le São Paulo FC. Il n'est pas souvent titularisé mais le club est sacré Champion du Brésil.
Au début de l'année 2008, il signe avec le club de CR Flamengo, qui souhaite renforcer l'attaque de son équipe. En janvier 2009, il signe pour l'Atlético Mineiro avec lequel il réalisera un très bon parcours, l'équipe étant régulièrement dans les quatre premiers du championnat. Il finira co-meilleur "artilheiros" du championnat avec Adriano (Flamengo) inscrivant chacun 19 buts.
Après avoir joué, comme attaquant, dans les clubs de São Paulo FC, Real Betis, AD São Caetano et PSV Eindhoven, il évoluait depuis le 12 janvier 2009, au même poste, au sein de l'Atlético Mineiro avant son transfert a l'Anzhi Makhachkala (Russie), début mars 2011, pour un montant de 5 M€ environ.
Le janvier 2012, il quitte la Russie pour le Qatar et le club d'Al-Gharafa SC pour 2 ans et demi.
Le 28 juillet 2009, il est appelé pour la première fois par le sélectionneur du Brésil, Dunga, pour la rencontre amicale contre l’Estonie disputée le 12 août 2009 à Tallinn. Son beau parcours en championnat lui a permis depuis d'être régulièrement appelé en sélection nationale.

## Palmarès

### En club
São Paulo FC
- Championnat de São Paulo (1): 2005
- Copa Libertadores (1): 2005
- Championnat du Brésil (1): 2007

 PSV Eindhoven
- Championnat des Pays-Bas (1): 2007

 Flamengo
- Championnat de Rio de Janeiro (1): 2008

 Atlético Mineiro
- Championnat de Minas Gerais (2): 2010 et 2013
- Copa Libertadores (1): 2013
- Coupe du Brésil (1): 2014

 Shandong Luneng
- Supercoupe de Chine (1): 2015

### En sélection
Brésil -20 ans
- 3e place de la Coupe du monde de football 2005

 Brésil
- Superclásico de las Américas (1): 2014

### Distinctions individuelles
- Ballon d'argent brésilien à son poste en 2009 et 2013